# Escut de Vilobí del Penedès
L'escut oficial de Vilobí del Penedès té el següent blasonament:
Escut caironat: de sinople, un gos d'argent amb un pa d'or a la boca. Per timbre, una corona mural de poble.

## Història
Va ser aprovat el 25 de juliol de 1991 i publicat al DOGC el 9 d'agost del mateix any amb el número 1478.
El gos amb un pa a la boca és l'atribut de sant Roc, patró del poble; representa l'animal que acompanyava el sant en el seu pelegrinatge. L'esmalt de sinople al·ludeix a les vinyes del terme, i l'argent del gos simbolitza un dels principals recursos de Vilobí: el guix, que possiblement va donar nom al poble (del llatí "villa albina", o vila blanca).